# Torsten Berghman
Torsten Berghman, född 28 juni 1888 i Varberg, död 11 juni 1975 i Helsingborg, var en svensk väg- och vattenbyggnadsingenjör. 
Berghman, som var son till ingenjör Nore Berghman och Tyra Bogren, utexaminerades från Chalmers tekniska läroanstalt 1911. Han var lantbruksstipendiat 1912–1913, ingenjörsbiträde vid Göteborgs stadsingenjörskontor 1913–1916, vid Göteborgs hamnstyrelse 1916–1918, mätningsingenjör i Helsingborgs stad 1918–1932, andre stadsingenjör där 1933–1942 och förste stadsingenjör från 1943.